# Selidosema limbata
Selidosema limbata är en fjärilsart som beskrevs av Jules Pièrre Rambur 1829. Selidosema limbata ingår i släktet Selidosema och familjen mätare. Inga underarter finns listade i Catalogue of Life.